# Kéra (Burkina Faso)
Pour les articles homonymes, voir Kéra.
Ne doit pas être confondu avec Kèra.
Kéra est une commune située dans le département de Bondokuy de la province du Mouhoun au Burkina Faso.

## Éducation et santé
La commune accueille un centre de santé et de promotion sociale (CSPS).